# Xổ số

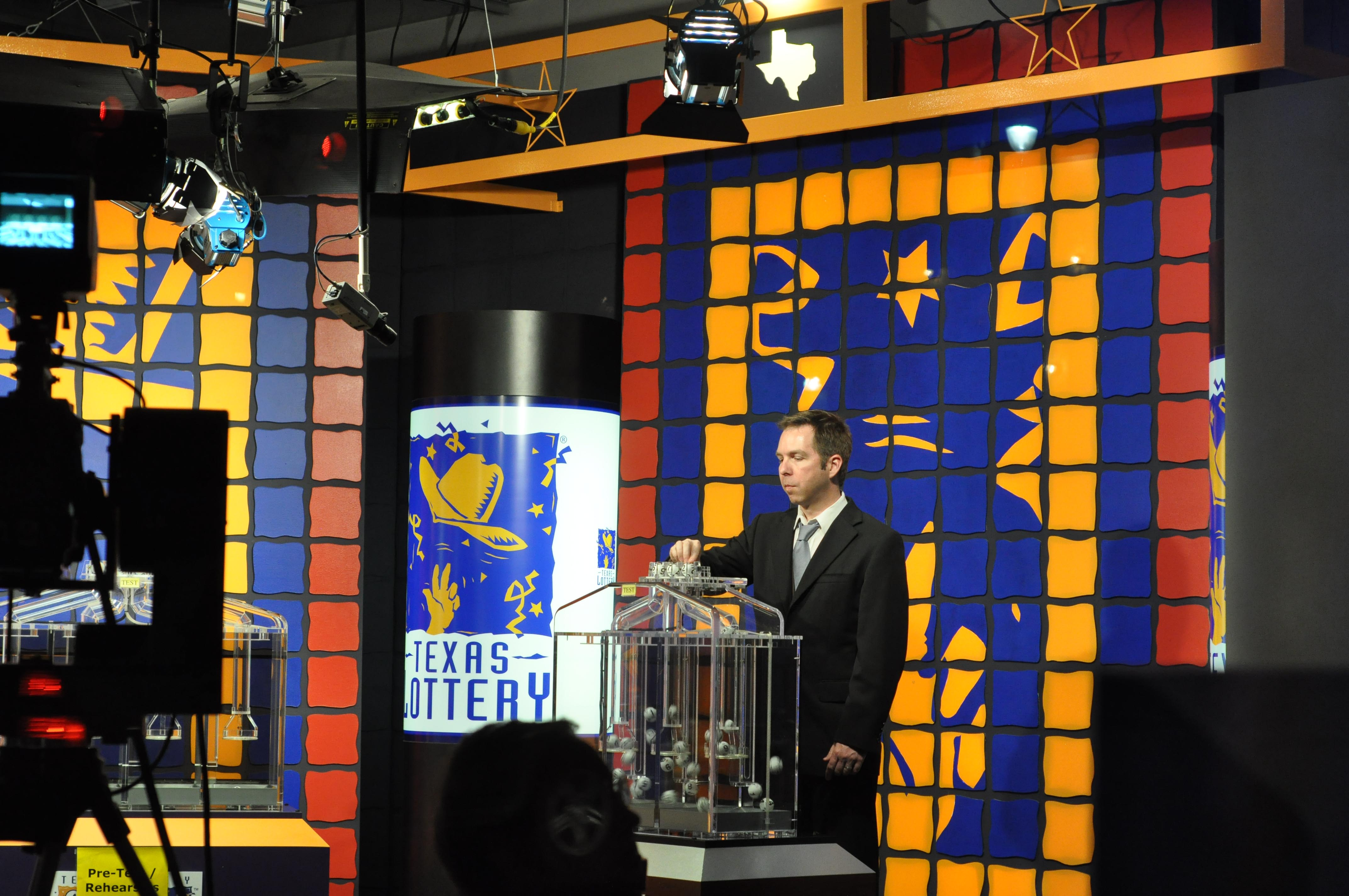
Một kỳ quay xổ số được tiến hành tại phòng thu truyền hình tại trụ sở Ủy ban Xổ số Texas

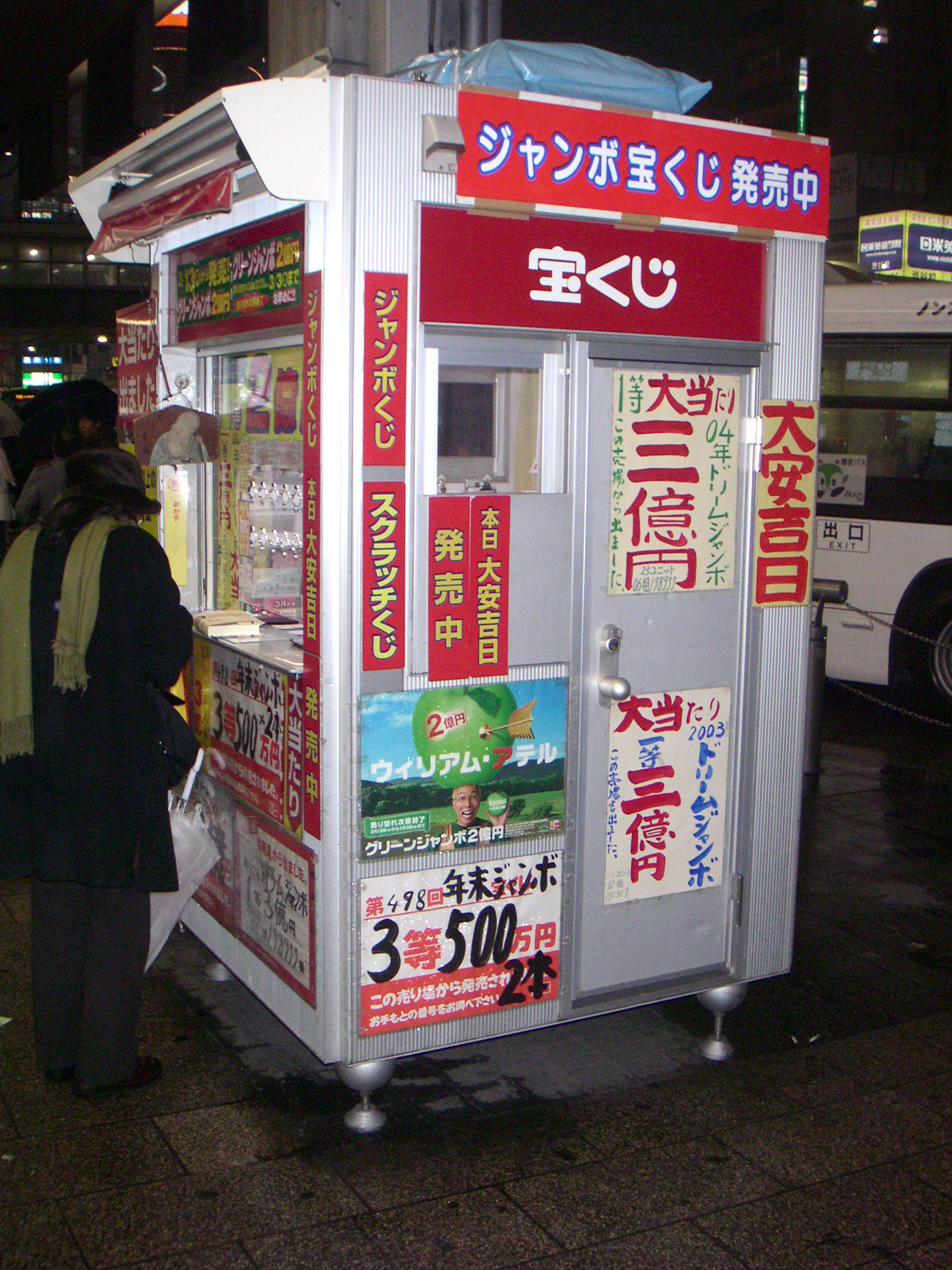
Một quầy xổ số công khai ở Shibuya, Tokyo, Nhật Bản.

Xổ số là một dạng đánh bạc liên quan đến việc chọn các con số cho một giải thưởng. Trong quá khứ xổ số đã bị một số chính phủ coi là bất hợp pháp, trong khi những chính phủ khác ủng hộ nó đến mức họ tổ chức các giải xổ số cấp quốc gia hay cấp tiểu bang. Thường có một số quy định về xổ số của các chính phủ; các quy định phổ biến nhất là cấm bán vé số cho trẻ dưới 18 tuổi. Mặc dù xổ số đã phổ biến ở nhiều nước trong thế kỷ XIX, vào đầu thế kỷ XX, hầu hết các hình thức cờ bạc, bao gồm xổ số và rút thăm trúng thưởng, được coi là bất hợp pháp ở Hoa Kỳ và hầu hết các nước châu Âu cũng như nhiều quốc gia khác. Điều này vẫn còn đúng cho đến sau chiến tranh thế giới thứ II. Vào thập niên 1960 sòng bạc và xổ số bắt đầu lại xuất hiện trên khắp thế giới như là một phương tiện để các chính phủ tăng ngân sách mà không phải tăng thuế.
Xổ số có nhiều hình thức. Ví dụ, giải thưởng có thể là một số tiền mặt cố định hoặc hàng hoá. Trong hình thức này, có nguy cơ người tổ chức sẽ bị lỗ nếu không bán được đủ số vé. Một cách khác phổ biến hơn là quỹ giải thưởng sẽ là một tỷ lệ phần trăm cố định của tổng số tiền vé (phổ biến là 50% tiền vé). Nhiều loại xổ số gần đây cho phép người mua lựa chọn số trên vé số, dẫn đến việc có thể có nhiều người chiến thắng trong một kỳ quay số.

## Lịch sử cổ điển
Có những bằng chứng ghi nhận đầu tiên về một trò chơi xổ số là các phiếu keno từ triều đại Hán Quốc Trung Quốc giữa năm 205 và 187 TCN. Tin rằng những trò chơi xổ số này đã giúp tài trợ cho các dự án chính phủ quan trọng như Vạn Lý Trường Thành. Từ tác phẩm Sách Nhạc Trung Quốc (thế kỷ II TCN), có một đề cập đến một trò chơi về may mắn như "việc rút một mảnh gỗ", trong ngữ cảnh dường như mô tả việc rút thăm.
Những cuộc xổ số châu Âu đầu tiên được biết đến đã được tổ chức trong thời kỳ Đế chế La Mã, chủ yếu là một hình thức giải trí trong các bữa tiệc tối. Mỗi khách mời sẽ nhận được một vé và các giải thưởng thường là những món đồ tinh tế như bộ đồ ăn. Mỗi người giữ vé đều được đảm bảo có phần thưởng. Tuy nhiên, loại xổ số này chỉ đơn giản là việc phân phát quà tặng bởi những quý tộc giàu có trong các buổi tiệc vui mừng Saturnalia. Các hồ sơ sớm nhất về một cuộc xổ số bán vé là cuộc xổ số do Hoàng đế La Mã Augustus tổ chức. Tiền được sử dụng để sửa chữa Thành phố Rome và những người chiến thắng sẽ được trao giải thưởng dưới dạng các món đồ có giá trị không đồng đều.

## Lịch sử thờiTrung Cổ
Các cuộc xổ số đầu tiên được ghi nhận để bán vé với giải thưởng dưới dạng tiền mặt đã được tổ chức ở vùng Vùng đất thấp vào thế kỷ XV. Các thị trấn khác nhau đã tổ chức các cuộc xổ số công cộng để gây quỹ cho các công trình phòng thủ thị trấn và giúp đỡ người nghèo. Hồ sơ của các thị trấn Ghent, Utrecht, và Bruges cho thấy rằng các cuộc xổ số có thể còn cổ hơn. Một bản ghi ngày 9 tháng 5 năm 1445 tại L'Ecluse đề cập đến việc gây quỹ để xây tường và công trình phòng thủ thị trấn, với một cuộc xổ số có 4.304 vé và tổng giải thưởng 1737 florin (tương đương khoảng 170.000 USD vào năm 2014). Trong thế kỷ XVII, việc tổ chức xổ số ở Hà Lan để gây quỹ cho người nghèo hoặc để thu tiền cho mục đích công cộng rất phổ biến. Các cuộc xổ số rất được ưa chuộng và được ca ngợi như một hình thức thuế không đau đớn. Staatsloterij, một công ty xổ số do nhà nước Hà Lan sở hữu, là công ty xổ số lâu đời nhất (năm 1726). Từ "lot" trong tiếng Hà Lan có nghĩa là "định mệnh", từ đó có từ tiếng Anh "lottery" để chỉ cuộc xổ số.
Cuộc xổ số Ý đầu tiên được ghi nhận đã được tổ chức vào ngày 9 tháng 1 năm 1449 tại Milan do Cộng hòa Ambrosian Vàng tổ chức để tài trợ cho cuộc chiến chống lại Cộng hòa Venice. Tuy nhiên, tại Genoa, Lotto trở nên rất phổ biến. Người ta đã đặt cược vào tên của các thành viên Hội đồng lớn, được rút thăm, năm trong số chín mươi ứng cử viên mỗi sáu tháng. Loại cờ bạc này được gọi là Lotto hoặc Semenaiu. Khi người ta muốn đánh cược thường xuyên hơn hai lần một năm, họ bắt đầu thay thế tên ứng cử viên bằng các số và xổ số hiện đại ra đời, từ đó cả xổ số hợp pháp hiện đại và trò chơi số bất hợp pháp có thể được truy nguồn gốc từ đó.

## Lịch sử thời Hiện đại sớm

### Pháp, 1539-1789
Vua Francis I của Pháp đã khám phá ra xổ số trong những cuộc chiến ở Italy và quyết định tổ chức một cuộc xổ số như vậy trong vương quốc của mình để giúp tài chính quốc gia. Cuộc xổ số Pháp đầu tiên, Loterie Royale, được tổ chức vào năm 1539 và được ủy quyền bằng sắc lệnh Châteaurenard. Nỗ lực này đã thất bại, vì vé rất đắt đỏ và các tầng lớp xã hội có khả năng mua vé phản đối dự án này. Trong hai thế kỷ tiếp theo, xổ số ở Pháp bị cấm hoặc, trong một số trường hợp, được dung tha.

### Anh, 1566-1826

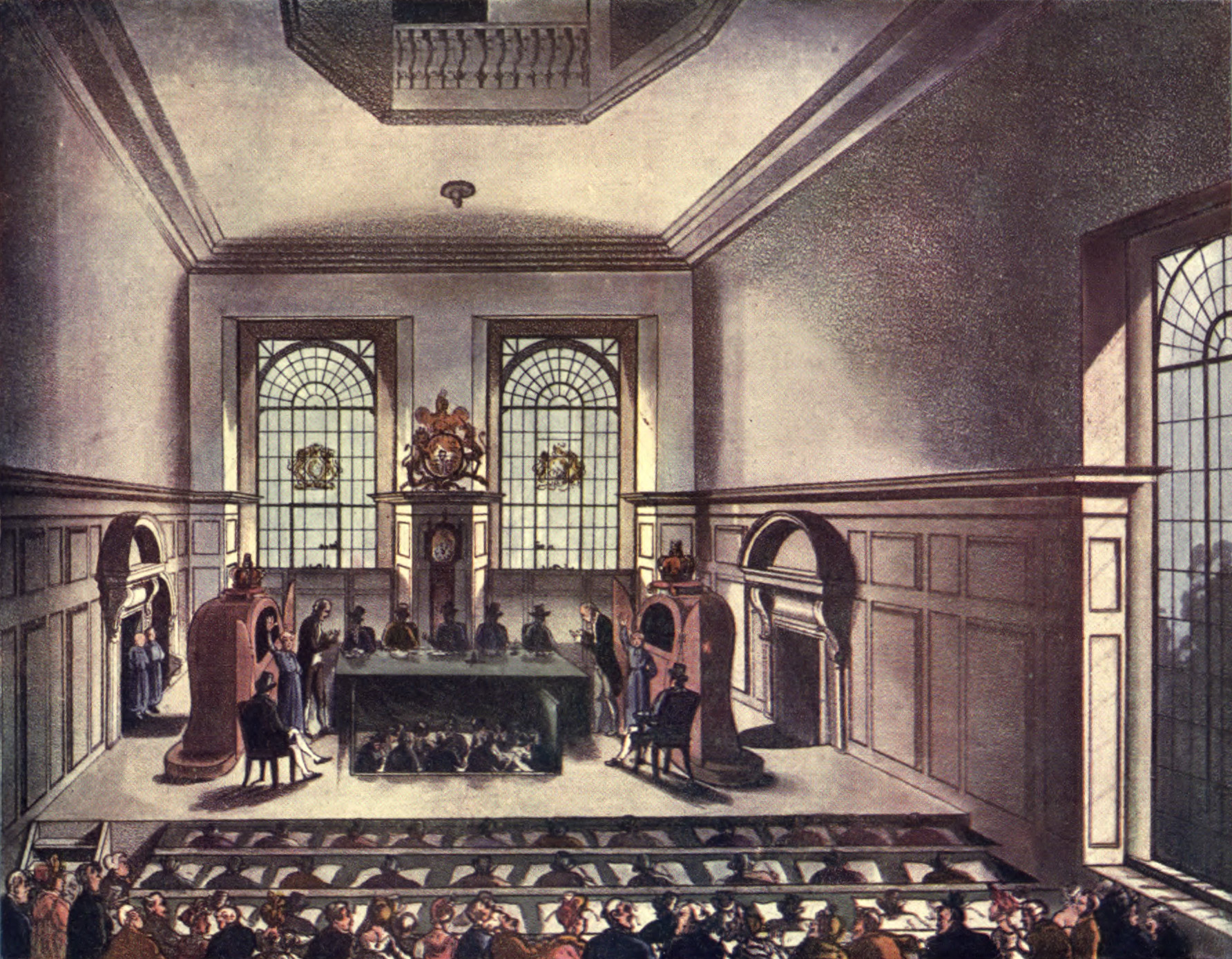
Cuộc xổ số năm 1809 tại Coopers' Hall ở Luân Đôn

Mặc dù người Anh có thể đã thử nghiệm với việc tổ chức raffles và các trò chơi tương tự dựa trên may rủi, cuộc xổ số chính thức đầu tiên được ghi nhận được công nhận bởi Nữ hoàng Elizabeth I, vào năm 1566 và được tổ chức vào năm 1569. 400.000 vé được phát hành với giá 10 shilling mỗi vé (khoảng 3 tuần lương của công dân thông thường), với giải thưởng chính trị giá khoảng 5.000 bảng Anh. Cuộc xổ số này được thiết kế để gây quỹ cho "sửa chữa các cảng biển và củng cố vững chắc của Vương quốc, và các công trình tốt công cộng khác", bao gồm xây dựng các cảng và tàu mới cho hạm đội hoàng gia. Mỗi người nắm giữ vé đều được nhận giải thưởng, và tổng giá trị của các giải thưởng bằng với số tiền gây quỹ. Các giải thưởng có dạng "tiền mặt sẵn có" và hàng hóa có giá trị như bát bạc, thảm và vải lanh tốt. Ngoài ra, mỗi người tham gia còn được miễn truy nã một lần, "miễn là tội phạm không phải là cướp biển, giết người, tội ác nghiêm trọng hoặc phản quốc". Cuộc xổ số được quảng cáo bằng những cuộn giấy dán trên khắp đất nước với các bản phác thảo của các giải thưởng.
Do đó, số tiền từ xổ số được nhận là một khoản vay không lãi suất cho chính phủ trong suốt 3 năm mà các vé được bán. Trong những năm sau đó, chính phủ đã bán quyền mua vé xổ số cho các nhà môi giới, người sau đó thuê đại lý và nhân viên bán vé. Những nhà môi giới này cuối cùng trở thành những nhà môi giới chứng khoán hiện đại cho các dự án thương mại khác nhau. Đa phần người dân không thể đủ khả năng chi trả toàn bộ giá vé xổ số, vì vậy các nhà môi giới sẽ bán cổ phần trong một vé; điều này dẫn đến việc phát hành các vé với chú thích như "16 phần" hoặc "Lớp 3".
Nhiều xổ số tư nhân đã được tổ chức, bao gồm việc gây quỹ cho Tổng công ty Luân Đôn để hỗ trợ việc định cư tại Jamestown, Mỹ. Xổ số Nhà nước Anh đã diễn ra từ năm 1694 đến năm 1826. Do đó, xổ số Anh đã kéo dài hơn 250 năm, cho đến khi chính phủ, dưới áp lực không ngừng từ đối lập trong Quốc hội, tuyên bố một cuộc xổ số cuối cùng vào năm 1826. Cuộc xổ số này đã bị những nhà bình luận đương thời chế giễu là "cuộc đấu tranh cuối cùng của những nhà đầu tư trong lòng tin của công chúng để tạo sự phổ biến cho cuộc xổ số cuối cùng của họ".

### Bắc Mỹ thuộc Anh1612–1783
Một cuộc xổ số Anh, được sự cho phép của Vua James I, được cấp cho Tổng công ty Luân Đôn vào năm 1612, cho phép họ gây quỹ để giúp định cư cho các dân cư trong thuộc địa Anh đầu tiên tại Jamestown, Virginia.
Xổ số ở định cư thuộc địa Mỹ chủ yếu đã đóng vai trò quan trọng trong việc tài trợ cho cả dự án tư nhân và công cộng. Đã được ghi nhận rằng hơn 200 cuộc xổ số đã được phê chuẩn từ năm 1744 đến 1776, và chúng đã đóng vai trò quan trọng trong việc tài trợ cho đường sá, thư viện, nhà thờ, trường đại học, kênh đào, cầu cống, v.v. Vào những năm 1740, sự thành lập của Đại học Princeton và Đại học Columbia đã được tài trợ bởi các cuộc xổ số, cũng như Đại học Pennsylvania thông qua Cuộc xổ số Học viện vào năm 1755.
Trong thời kỳ Chiến tranh Pháp - Ấn Độ, một số thuộc địa đã sử dụng xổ số để hỗ trợ tài chính cho các công trình phòng thủ và đội quân dân cư địa phương của họ. Vào tháng 5 năm 1758, Quận Massachusetts Bay đã gây quỹ bằng cuộc xổ số cho "Cuộc vận động chống lại Canada".
Benjamin Franklin đã tổ chức một cuộc xổ số để gây quỹ mua pháo để bảo vệ Philadelphia. Một số cuộc xổ số này đã cung cấp các giải thưởng dưới dạng "Pieces of Eight". Cuộc xổ số Mountain Road Lottery của George Washington vào năm 1768 không thành công, nhưng các vé xổ số hiếm có mang chữ ký của Washington đã trở thành đối tượng sưu tầm; một ví dụ đã được bán với giá khoảng 15.000 đô la vào năm 2007. Washington cũng là một người quản lý cho "Slave Lottery" của Đại tá Bernard Moore vào năm 1769, trong đó quảng cáo đất đai và nô lệ làm giải thưởng trên The Virginia Gazette.
Khi khởi đầu cuộc Cách mạng, Quốc hội Liên lục địa đã sử dụng xổ số để gây quỹ hỗ trợ Quân đội Thirteen Colonies. Alexander Hamilton đã viết rằng xổ số nên được giữ đơn giản và rằng "Mọi người... sẽ sẵn lòng mạo hiểm một khoản nhỏ vì cơ hội có thể thu được lợi nhuận đáng kể... và sẽ ưu tiên cơ hội nhỏ để có cơ hội chiến thắng lớn hơn là cơ hội lớn để có cơ hội chiến thắng ít". Thuế chưa bao giờ được chấp nhận là một phương thức gây quỹ công cộng cho các dự án, và điều này đã dẫn đến niềm tin phổ biến rằng xổ số là một hình thức thuế ẩn.
Cuối cuộc Chiến tranh Cách mạng Mỹ, các tiểu bang phải sử dụng xổ số để gây quỹ cho nhiều dự án công cộng.

### Các quốc gia nóitiếng Đức
Cuộc xổ số lớn đầu tiên trên lãnh thổ Đức đã được tổ chức vào năm 1614 tại Hamburg.
Ở Áo, cuộc xổ số đầu tiên được tổ chức vào năm 1751, trong thời kỳ của Nữ hoàng Maria Theresia, và được đặt tên là Lotto di Genova vì nó dựa trên 90 số.

### Tây Ban Nha, 1763
Tây Ban Nha có nhiều trò chơi xổ số phong phú, trong đó đa số được vận hành bởi Loterías y Apuestas del Estado, và các xổ số còn lại do ONCE và chính phủ Catalonia vận hành. Trò chơi xổ số Tây Ban Nha đầu tiên đã được chơi từ năm 1763 và, trong hai thế kỷ qua, việc chơi xổ số ở Tây Ban Nha đã trở thành một truyền thống.
Xổ số Giáng sinh Tây Ban Nha (chính thức là Sorteo Extraordinario de Navidad [soɾˈteo ekstɾaorðiˈnaɾjo ðe naβiˈðað] hoặc đơn giản là Lotería de Navidad [loteˈɾia ðe naβiˈðað]) là một cuộc xổ số quốc gia. Nó được tổ chức hàng năm kể từ năm 1812 bởi một chi nhánh của Bộ Công vụ Tây Ban Nha, hiện được gọi là Loterías y Apuestas del Estado. Tên Sorteo de Navidad được sử dụng lần đầu tiên vào năm 1892.
Xổ số Giáng sinh Tây Ban Nha là cuộc xổ số có thời gian liên tục thứ hai dài nhất trên thế giới. Điều này bao gồm cả thời kỳ Chiến tranh Dân sự Tây Ban Nha khi cuộc quay xổ số được tổ chức tại Valencia sau khi phe Cộng hòa buộc phải di chuyển thủ đô từ Madrid. Sau khi chế độ Cộng hòa bị lật đổ, cuộc xổ số tiếp tục diễn ra liên tục dưới chế độ Franco.

## Kết quả cho những người thắng lớn
Một nghiên cứu của Cục Nghiên cứu Kinh tế Quốc gia (National Bureau of Economic Research) đã phát hiện ra rằng những người ở Thụy Điển giành được số tiền lớn từ xổ số thường giữ được tài sản của họ trong vòng 10 năm, thường tiếp tục giữ công việc nhưng có nhiều kỳ nghỉ hơn, và duy trì hoặc tăng cường sự hạnh phúc và sức khỏe tâm thần của họ. Cùng một nghiên cứu cũng cho biết rằng câu chuyện thông thường "70% người nhận một lượng tiền lớn sẽ mất hết nó trong vài năm" là sai, và câu chuyện này đã bị đặt sai nguồn từ Tổ chức Giáo dục Tài chính Quốc gia (National Endowment for Financial Education - NEFE). NEFE đã phát đi thông cáo tách biệt với tuyên bố đó.
Tạp chí Time đề cập đến "lời nguyền của xổ số". Cố vấn tài chính Don McNay đã đưa ra những chuyện kể ủng hộ khẳng định này trong cuốn sách của ông, Life Lessons from the Lottery (Những bài học về cuộc sống từ xổ số).

## Thanh toán giải thưởng
Số tiền thắng (ở Hoa Kỳ) không nhất thiết được trả theo hình thức trọn gói, trái ngược với mong đợi của nhiều người tham gia xổ số. Ở một số quốc gia, chủ yếu là Hoa Kỳ, người chiến thắng có quyền lựa chọn giữa việc nhận trả theo hình thức trả theo kỳ hạn và một lần trả. Số tiền trả một lần (theo hình thức tiền mặt hoặc trọn gói) ít hơn số tiền thưởng được quảng cáo (theo hình thức trả theo kỳ hạn), xem xét giá trị thời gian của tiền, ngay cả trước khi áp dụng bất kỳ thuế thu nhập nào mà giải thưởng phải chịu. Mặc dù số tiền bị giữ lại thay đổi theo quy định của từng khu vực và cách đầu tư số tiền thưởng, nhưng có nghiên cứu cho rằng người chiến thắng lựa chọn trả một lần mong đợi giành được 1/3 của số tiền thưởng được quảng cáo vào cuối năm thuế. Do đó, một người chiến thắng giải thưởng trị giá 90 triệu đô la Hoa Kỳ lựa chọn nhận tiền mặt có thể mong đợi thu về 30 triệu đô la Hoa Kỳ sau khi nộp các tài liệu thuế thu nhập cho năm mà giải thưởng được giành được.
Hợp đồng trả theo kỳ hạn của xổ số thường kéo dài từ 20 đến 30 năm. Một số trò chơi xổ số ở Hoa Kỳ, đặc biệt là những trò chơi cung cấp giải thưởng "trọn đời", không cung cấp tùy chọn trả một lần. Theo một số chuyên gia, lựa chọn trả theo kỳ hạn tốt hơn so với lựa chọn trả một lần, đặc biệt đối với những người thiếu kinh nghiệm đầu tư.
Trong một số loại xổ số trực tuyến, số tiền trả theo kỳ hạn hàng năm chỉ là 25.000 đô la, với một khoản trả một lần lớn vào năm cuối. Hình thức trả góp này thường được thực hiện thông qua đầu tư vào các chứng khoán được bảo đảm bởi chính phủ. Các công ty xổ số trực tuyến trả giải thưởng cho người chiến thắng thông qua bảo hiểm. Tuy nhiên, nhiều người chiến thắng chọn lựa trả một lần, vì họ tin rằng mình có thể nhận được mức lợi suất đầu tư tốt hơn ở nơi khác.
Ở một số quốc gia, số tiền thưởng xổ số không chịu thuế thu nhập cá nhân, do đó không có hậu quả thuế phải xem xét khi chọn lựa phương thức thanh toán. Ở Pháp, Canada, Úc, Đức, Ireland, Ý, New Zealand, Phần Lan và Vương quốc Anh, tất cả các giải thưởng được trả một lần, không chịu thuế và miễn phí cho người chiến thắng. Ở Liechtenstein, tất cả các giải thưởng đều không chịu thuế và người chiến thắng có thể chọn nhận một lần trả hoặc theo hình thức trả theo kỳ hạn đối với các giải thưởng giải độc đắc.
Ở Hoa Kỳ, tòa án liên bang đã liên tục xác định rằng các khoản thanh toán một lần nhận được từ bên thứ ba đổi lấy quyền sở hữu các hợp đồng trả theo kỳ hạn của xổ số không được coi là tài sản vốn theo mục đích thuế. Thay vào đó, số tiền trả một lần phải chịu xử lý thuế thu nhập thông thường.
Một số người thuê một bên thứ ba để đổi phiếu xổ số cho họ. Điều này có thể được thực hiện để tránh trả thuế thu nhập, che giấu số tiền thắng được để tránh bị tịch thu để trả tiền trợ cấp nuôi con, hoặc để rửa tiền lợi nhuận từ hoạt động bất hợp pháp; một số khu vực điều tra những người "thắng lớn" quá thường xuyên và có thể đóng băng thanh toán để ngăn chặn những lạm dụng này.
Ở các khu vực yêu cầu tiết lộ công khai cho người chiến thắng để nhận giải thưởng của họ, một số người chiến thắng có thể thuê một luật sư thành lập một quỹ tin tưởng mù để họ có thể nhận giải thưởng và duy trì quyền ẩn danh. Điều này được thực hiện để người chiến thắng có thể tránh lừa đảo, ghen tỵ và các bất lợi khác có thể xảy ra khi giành được giải thưởng xổ số.

## Xác suất chiến thắng
Cơ hội giành giải thưởng xổ số có thể thay đổi rất lớn tùy thuộc vào thiết kế của xổ số và được xác định bởi một số yếu tố, bao gồm số lượng số có thể chọn, số lượng số trúng được rút, xem liệu thứ tự có quan trọng hay không, và xem số đã rút có được trả lại cho khả năng rút thêm hay không.
Ta xét một ví dụ: xổ số Mega 6/45 ở Việt Nam. Trong trò xổ số này, người chơi chọn 6 số khác nhau từng đôi một trong tập từ 01 đến 45, không quan trọng thứ tự. Khi đó số bộ số có thể có là tổ hợp chập 6 của 45, hay 8.145.060 bộ số. Từ đây ta có bảng sau:
| Số lượng bóng khớp trên 6 số đã chọn | Xác suất trúng   |
| ------------------------------------ | ---------------- |
| 6 (giải Jackpot)                     | 1 trên 8.145.060 |
| 5 (giải nhất)                        | 1 trên 34.808    |
| 4 (giải nhì)                         | 1 trên 733       |
| 3 (giải ba)                          | 1 trên 45        |
| 2                                    | 1 trên 6,60      |
| 1                                    | 1 trên 2,35      |
| 0                                    | 1 trên 2,50      |

Một số trò chơi sử dụng tập số lớn hơn làm giảm xác suất trúng hơn, ví dụ Lotto 6/49 của Canada, dùng tập số từ 01 đến 49.
Một số trò chơi sử dụng 2 tập số độc lập, ví dụ Lotto 5/35 của Việt Nam. Trong trò chơi này, ngoài việc chọn 5 số khác nhau từ 01 đến 35, người chơi cần chọn thêm một số "đặc biệt" từ 01 đến 12 (số "đặc biệt" không nhất thiết phải khác với 5 số đã chọn trước đó).
Số "đặc biệt" có thể là một trong những số còn lại sau khi quay xong các số trúng thưởng chính của cuộc xổ số; nghĩa là số bóng được lấy ra sẽ lớn hơn số bóng được chọn trên vé số. Power 6/55 của Việt Nam là một ví dụ, khi sau khi quay xong 6 số của các giải chính, một quả bóng khác trong các quả bóng còn lại sẽ được rút ra làm số "đặc biệt". Khi đó nếu một vé có 5 số trùng với 5/6 số chính, và số còn lại trùng với số "đặc biệt", thì người mua sẽ trúng giải Jackpot 2.
Hầu hết các loại xổ số trao những giải thưởng nhỏ hơn cho việc khớp một phần của các số trúng, với giải thưởng nhỏ hơn cho việc khớp ít số hơn. Mặc dù những giải thưởng bổ sung này không ảnh hưởng đến cơ hội giành giải thưởng Jackpot, chúng cải thiện khả năng giành được một số thứ gì đó và do đó gia tăng một chút giá trị của vé.

## Xổ số tại Việt Nam

Biểu trưng Xổ số kiến thiết miền Bắc Việt Nam

Biểu trưng Công ty xổ số điện toán Việt Nam

Tại Việt Nam, có hai loại xổ số: xổ số thường, được tách theo quy mô cấp tỉnh và xổ số điện tử (tiêu biểu như Vietlott). Bộ Tài chính quản lý các công ty xổ số cấp tỉnh, và các công ty xổ số này thực hiện quay xổ số và trả thưởng cho người trúng.
Ăn theo xổ số là lô đề - một dạng xổ số bất hợp pháp trong dân, lấy kết quả của giải độc đắc xổ số thường làm kết quả trả thưởng. Tại Hà Nội, hệ thống "đại lý" số đề đã phát triển bám vào các cửa hàng xổ số thường và các quán trà đá, hoạt động khá công khai. Ngoài ra, một số người chơi đã chuyển qua đánh lô đề qua mạng Internet.
Theo các công ty xổ số thường, doanh thu xổ số thường đang càng ngày càng giảm vì không cạnh tranh nổi với Vietlott và số đề.